# Vanildo Neto
Vanildo Campos Bezerra Cavalcanti Neto é um treinador de futsal brasileiro. Atualmente comanda a Seleção Brasileira de Futsal Sub 20, desde 2019.
Além de treinador da Seleção Brasileira de Futsal Sub 20, Vanildo Neto é Coordenador de Futsal do Sport Club do Recife nas categorias Sub 17, 20 e Adulto, e também treinador da Uninassau (Universitário) e Instrutor de futsal no Colégio Marista São Luís.
Foi campeão da Copa Pernambuco cinco vezes (três com o sub-15, uma com sub-17 e outra com o adulto); quatro vezes campeão do Campeonato Pernambucano (duas com o sub-15, uma com sub-17 e outra com o adulto) e quatro vezes campeão da Taça Brasil (três com o sub-15 o uma com o sub-17).

## Títulos conquistados
2005
- Campeão da Copa Pernambuco sub-17
- Campeão Pernambucano sub-17

2006
- Campeão Taça Brasil sub-17

2013
- Campeão da Taça Brasil sub-15[4]

2015
- Campeão da Copa Pernambuco sub-15

2016
- Campeão Copa Pernambuco
- Campeão Pernambucano

2017
- Campeão da Copa Pernambuco sub-15
- Campeão Pernambucano sub-15
- Campeão Taça Brasil sub-15

2018
- Campeão Copa Pernambuco sub-15
- Campeão do Pernambucano sub-15
- Campeão da Taça Brasil sub-15[2][7]